# Forța centrifugă
În mecanica newtoniană, forța centrifugă este o forță aparentă inerțială care pare să acționeze asupra tuturor corpurilor atunci când este considerată într-un sistem de referință în rotație⁠(d). Este îndreptată dinspre o axă care este paralelă cu axa de rotație⁠(d) și trece prin originea sistemului de coordonate. Dacă axa de rotație trece prin originea sistemului de coordonate, forța centrifugă este îndreptată radial spre exterior față de acea axă. Mărimea forței centrifuge F asupra unui obiect de masă m la distanța r de la originea unui sistem de referință care se rotește cu viteza unghiulară ω este {\displaystyle F=m\omega ^{2}r}
Conceptul de forță centrifugă poate fi aplicat la dispozitive în rotație, cum ar fi centrifuge, pompe centrifuge⁠(d), regulatoare centrifuge⁠(d), ambreiaje centrifugale⁠(d) și în bucle verticale de cale ferată⁠(d) din parcurile de distracții, orbite planetare și curbe supraînălțate⁠(d), când sunt considerate într-un sistem de coordonate în rotație⁠(d).
În mod confuz, termenul a fost uneori folosit și pentru forța de reacțiune centrifugă⁠(d), o forță newtoniană independentă de sistemul de referință, forță care există ca reacțiune la o forță centripetă⁠(d).

În sistemul de referință inerțial (partea de sus a imaginii), bila neagră se mișcă în linie dreaptă. Totuși, observatorul (punctul maro) care stă în sistemul de referință în rotație, neinerțial, (partea inferioară a imaginii), vede obiectul ca urmând o traiectorie curbă datorită forțelor Coriolis și centrifuge, prezente în acest sistem de referință.

## Descriere
Forța centrifugă este o forță aparentă exterioară într-un sistem de referință în rotație. Ea nu există atunci când un sistem de corpuri este considerat în raport cu un sistem de referință inerțial.
Toate măsurătorile poziției și vitezei trebuie făcute în raport cu un sistem de referință. De exemplu, o analiză a mișcării unui obiect într-un avion în zbor ar putea fi făcută în raport cu avionul, cu suprafața Pământului sau chiar cu Soarele. Un sistem de referință care este în repaus (sau unul care se mișcă fără rotație și cu viteză constantă) în raport cu stelele fixe⁠(d) este în general considerat un sistem de referință inerțial. Orice sistem poate fi analizat într-un sistem de referință inerțial (fără forțe centrifuge). Totuși, este adesea mai convenabil să se descrie un sistem în rotație folosind un sistem de referință în rotație, în care calculele sunt mai simple, iar descrierile mai intuitive. Când se face această alegere, apar forțe fictive, inclusiv forța centrifugă.
Într-un sistem de referință care se rotește în jurul unei axe care trece prin originea sa toate obiectele, indiferent de starea lor de mișcare, par a fi sub influența unei forțe radiale (dinspre axa de rotație) spre exterior, proporțională cu masa lor, cu distanța față de axa de rotație a sistemului de referință și cu pătratul vitezei unghiulare a sistemului de referință. Aceasta este forța centrifugă. Deoarece oamenii simt de obicei forța centrifugă din sistemul de referință în rotație, de exemplu într-un carusel sau un vehicul, aceasta este mult mai cunoscută decât forța centripetă.
Mișcarea față de un sistem de referință în rotație are ca rezultat o altă forță fictivă: forța Coriolis. Dacă viteza unghiulară a sistemului de referință se modifică este necesară o a treia forță fictivă (forța Euler). Aceste forțe fictive sunt necesare pentru formularea ecuațiilor corecte de mișcare într-un sistem de referință în rotație și permit ca legile lui Newton să fie folosite în forma lor normală într-un astfel de sistem de referință (cu o singură excepție: forțele fictive nu se supun celei de-a treia legi a lui Newton: nu au reacțiuni egale și opuse). A treia lege a lui Newton cere ca reacțiunile să existe în același sistem de referință, prin urmare forțele centrifugă și centripetă nu sunt de acțiune și reacțiune (cum se susține uneori în mod eronat).

## Exemple

### Conducerea vehiculului în curbă
O experiență comună care dă naștere la ideea unei forțe centrifuge o au pasagerii dintr-un vehicul, cum ar fi o mașină, care își schimbă direcția. Dacă o mașină se deplasează cu o viteză constantă pe un drum drept, atunci un pasager nu este accelerat și, conform celei de a doua lege a mișcării lui Newton, prin urmare forța rezultantă care acționează asupra lor este nulă (toate forțele care acționează asupra lor se anulează reciproc). Dacă mașina intră într-o curbă spre stânga, pasagerul simte o forță aparentă care pare să-l tragă spre dreapta. Aceasta este forța centrifugă fictivă. Este necesară în sistemul de referință local al pasagerilor pentru a explica tendința lor bruscă de a începe să accelereze spre dreapta în raport cu mașina — o tendință căreia trebuie să-i reziste prin aplicarea unei forțe spre dreapta asupra mașinii (de exemplu, o forță de frecare aplicată scaunului) pentru a rămâne într-o poziție fixă în interior. Deoarece ei împing scaunul spre dreapta, a treia lege a lui Newton spune că scaunul îi împinge spre stânga. Forța centrifugă trebuie cuprinsă în sistemul de referință al pasagerului (în care pasagerul rămâne în repaus): ea contracarează forța spre stânga aplicată pasagerului de către scaun și explică de ce această forță, altfel dezechilibrată, nu îl determină să accelereze. Totuși, ar fi evident pentru un observator staționar care urmărește mișcarea de sus (de pe un pasaj) că forța de frecare exercitată asupra pasagerului de către scaun nu este echilibrată; constituie o forță rezultantă spre stânga, determinând pasagerul să accelereze spre interiorul curbei, așa cum și trebuie pentru a continua să se deplaseze odată cu mașina în loc să meargă în linie dreaptă așa cum ar proceda altfel. Astfel, „forța centrifugă” pe care o simt este rezultatul „tendinței centrifuge”, cauzate de inerție. Efecte similare sunt întâlnite în avioane și roller coastere unde mărimea forței aparente este adesea descrisă prin „G”-uri⁠(d).

### Pământ
Pământul constituie un sistem de referință în rotație deoarece se rotește o dată la fiecare 23 de ore și 56 de minute în jurul axei sale. Deoarece rotația este lentă, forțele fictive pe care le produce sunt adesea mici, iar în situațiile de zi cu zi pot fi în general neglijate. Chiar și în calculele care necesită o precizie ridicată, forța centrifugă nu este, în general, inclusă în mod explicit, ci mai degrabă adunată cu forța gravitațională: puterea și direcția „gravitației” locale în orice punct de pe suprafața Pământului este de fapt o combinație de forțe gravitaționale și centrifuge. Totuși acestea, forțele fictive pot fi de dimensiuni arbitrare. De exemplu, într-un sistem de referință legat de Pământ, forța fictivă (rezultanta forțelor Coriolis și centrifugă) este enormă și este responsabilă pentru Soarele care orbitează în jurul Pământului (în sistemul de referință legat de Pământ). Acest lucru se datorează masei și vitezei mari a Soarelui (față de Pământ).

#### Greutatea unui obiect la poli și la ecuator
Dacă un obiect este cântărit cu un cântar cu arc la unul dintre polii Pământului, există două forțe care acționează asupra obiectului: gravitația Pământului, care acționează în jos, și forța de revenire din arc, egală și opusă, acționând în sus. Deoarece obiectul este staționar și nu accelerează, nu există nicio forță rezultantă care acționează asupra obiectului și forța din arc este egală ca mărime cu greutatea obiectului. În acest caz, cântarul arată valoarea forței gravitaționale asupra obiectului. Este de fapt o combinație de forțe gravitaționale și centrifuge. Totuși, forțele fictive pot fi oricât de mari. De exemplu, într-un sistem de referință legat de Pământ, forța fictivă (rezultanta forțelor Coriolis și centrifugă) este enormă și este responsabilă pentru Soarele care orbitează în jurul Pământului (în sistemul de referință legat de Pământ). Acest lucru se datorează masei și vitezei mari a Soarelui (față de Pământ).
Când același obiect este cântărit la ecuator, aceleași două forțe reale acționează asupra obiectului. Totuși, obiectul se mișcă pe o traiectorie circulară pe măsură ce Pământul se rotește, prin urmare este supus unei accelerații centripete. Când este considerat într-un sistem inerțial (adică unul care nu se rotește cu Pământul), accelerația diferită de zero înseamnă că forța gravitațională nu va fi echilibrată de forța din arc. Pentru a avea o forță rezultantă centripetă, mărimea forței de revenire din arc trebuie să fie mai mică decât mărimea forței gravitaționale. Forța de revenire mai mică din arc se reflectă pe scară ca greutate mai mică — cu aproximativ 0,3 % mai puțin la ecuator decât la poli. În sistemul de referință al Pământului (în care obiectul cântărit este în repaus), obiectul nu pare să accelereze, însă cele două forțe reale, gravitația și forța din arc nu se echilibrează. Forța centrifugă trebuie inclusă pentru ca rezultanta să fie zero, pentru a se potrivi cu lipsa aparentă de accelerație.

Notă: De fapt, diferența de greutate observată este mai mare — aproximativ 0,53 %. Gravitația Pământului este puțin mai mare la poli decât la ecuator, deoarece Pământul nu este o sferă perfectă, deci un obiect de la poli este puțin mai aproape de centrul Pământului decât unul de la ecuator; acest efect se combină cu forța centrifugă pentru a produce diferența de greutate observată.